# Guy Marchamps
Pour les articles homonymes, voir Marchamp (homonymie).
Pour les articles ayant des titres homophones, voir Guy Marchand et Guy Marchant.
Guy Marchamps est né à Trois-Rivières en 1958. Il est un poète, animateur littéraire et culturel, cofondateur de la revue Le Sabord et organisateur de plus d’une centaine de rencontres littéraires et spectacles de poésie.

## Biographie
Guy Marchamps à fait sa maîtrise en littérature française à l'Université du Québec à Trois-Rivières (UQTR).
Il a exercé plusieurs métiers tels que : travailleur d'usine, technicien de scène, bibliothécaire, professeur de littérature, libraire, ainsi que chroniqueur culturel à la radio.
En 1998, il décide de quitter l'enseignement pour ouvrir la librairie L'histoire sans fin dans sa ville natale. Cette librairie accueille divers événements culturels et souhaite faire la promotion des arts.
Pour lui, la musique et la poésie ne font qu'un. Depuis l'an 2000, il fait partie d'un groupe poétique et musical nommé le Band de poètes. Comme musicien, il a accompagné des lectures publiques de Jean-Paul Daoust, André Velter et Guy Goffette. Il est aussi musicien pour le groupe Marchand de Blues dans lequel il laisse libre cours à sa passion pour le blues. Son désir de lier la musique à la poésie l'a poussé, en 1987, a été organiser une soirée de poésie dans le cadre de la Rencontre internationale Jack Kerouac avec la participation de quelques poètes de la Beat Generation dont Allen Ginsberg et Lawrence Ferlinghetti. Pour Marchamps, « la poésie nous permet de dire par son rythme et sa musique des choses que nous ne pourrions exprimer autrement. Elle nous donne de l'air et de l'espace afin de pouvoir respirer dans ce monde étouffant par ses conventions et ses trop nombreuses règles. » 
D'ailleurs, quelques-uns de ses poèmes ont été chantés par Fabiola Toupin, François Désaulniers, ainsi que le groupe Jelly Fiche. Plusieurs poèmes figurant dans son recueil intitulé Bestiaire ont été mis en musique par la compositrice Diane Labrosse.
Parallèlement à la musique, il s'est consacré à la littérature jeunesse, plus précisément à la poésie jeunesse. Il a publié des titres tels que Bêtes et Le Chien-hélicoptère et autres poèmes. Il a donc participé à rendre accessible la poésie chez les tout-petits.
En 2001, à l'occasion du 30e anniversaire des maisons d'édition Écrits des forges et les Éditions du Noroît, il monte, en compagnie de Marcel Pomerlo, une mosaïque composée d'extraits d'une quarantaine de poèmes parus dans ces deux maisons d'édition.
Il a animé et participé à de nombreuses activités littéraires telles que l'émission Les décrocheurs d'étoiles à Radio-Canada, le Festival international de la littérature, le Festival Voix d'Amériques, le Marché francophone de la poésie, l'Off Festival de jazz, etc. À Trois-Rivières, il a participé au Festival international de la poésie. À l'étranger, il a donné des lectures à Paris, Avignon, Namur, Guadalajara et Holguin. Grand ami de Patrice Desbiens, il animera la grande fête à Patrice, événement qui clôturera le Festival Voix d'Amériques.
Il a collaboré avec de nombreuses revues littéraires telles que Estuaire, Osiris, La Sape, Sources, BlancoMovil, etc.
Il a occupé plusieurs fonctions sur la scène littéraire québécoise. Il a notamment été président du conseil d'administration de la Société de développement des périodiques culturels québécois, président de la Société des écrivains de la Mauricie, et a été membre du conseil d'administration de l'Union des écrivaines et des écrivains québécois.

## Œuvres

### Poésie
- Agonie Street, Trois-Rivières, Éditions Mouche à Feu, 1981, 23 f.
- Night-Club Blues, Trois-Rivières, Éditions Mouche à Feu, 1981, 36 f.
- L'assasinge, Trois-Rivières, Éditions Mouches à Feu, 1983, 26 p.
- Sédiments de l’amnésie, St-Lambert, Éditions du Noroît, 1988, 72 p.  (ISBN 9782890181748)
- Blues en je mineur, St-Lambert, Éditions du Noroît, 1990, 77 p.  (ISBN 9782890182059)
- Poème d’amour à l’humanité, Amay, Belgique, L’Arbre à paroles, 1991.
- Bestiaire, Amay, Belgique, L’Arbre à paroles, 1999.
- Bestiaire, Trois-Rivières, éd. Art Le Sabord, 2000, 48 p.  (ISBN 9782922685060)
- Le Poème déshabillé(publication collective), Vanier, éd. L’Interligne, 2000, 124 p.  (ISBN 9782921463430)
- L’Innommé suivi de Poème d’amour à l’humanité, Trois-Rivières, éd. Art Le Sabord, 2006, 71 p.  (ISBN 9782922685442)

### Poésie jeunesse
- La vraie vie goûte les biscuits, St-Lambert, Soulières éditeur, 2007, 63 p.  (ISBN 9782896070602)
- La nuit, tous les éléphants sont gris, St-Lambert, Soulières éditeur, 2008, 73 p.  (ISBN 9782896070770)
- Rêver à l'envers, c'est encore rêver, St-Lambert, Soulières éditeur, 2009, 71 p.  (ISBN 9782896070992)
- Oh la vache !(publication collective), St-Lambert, Soulières éditeur, 2010, 211 p.  (ISBN 9782896071180)
- Le Chien-hélicoptère et autres poèmes, St-Lambert, Soulières éditeur, 2011, 76 p.  (ISBN 9782896071456)
- Bêtes, Montréal, la Bagnole, 2012, 32 p.  (ISBN 9782923342771)
- Le rhinoféroce, le cocodile et leurs amis, Saint-Lambert, Soulières éditeur, 2019, 77 p.  (ISBN 9782896074594)

### Musique et livre audio
- Terre blanche, Trois-Rivières, éd. Art Le Sabord, 2003, 38 min 23 s.  (ISBN 9782922685251)
- Le Band de poètes, collectif, Montréal, Monsieur Fauteux m’entendez-vous?, 2005, 60 min.

## Prix et honneurs
2011 : Prix de la création artistique en région du Conseil des Arts et des lettres du Québec (CALQ) pour sa carrière riche et inspirante.